# Bathymedon longimanus
Bathymedon longimanus är en kräftdjursart som först beskrevs av Boeck 1871.  Bathymedon longimanus ingår i släktet Bathymedon och familjen Oedicerotidae. Arten är reproducerande i Sverige. Inga underarter finns listade i Catalogue of Life.